# Площадь Репина
Площадь Ре́пина — площадь в Адмиралтейском районе Санкт-Петербурга. Расположена между проспектом Римского-Корсакова, Лоцманской улицей, Садовой улицей и набережной реки Фонтанки.

## Название
Изначально (до революции) носила название Калинкинская площадь — в честь располагавшейся в тех местах Калинкиной деревни.
В декабре 1952 года площадь была переименована в Площадь Репина, в честь художника Ильи Ефимовича Репина, так как с 1882 по 1895 год он жил в доходном доме Григорьева (современный № 3-5).

## История
Ближе к Старо-Калинкину мосту сохранился один из верстовых столбов, указывавших расстояние до Петергофа, установленный в 1772 году. Первоначально столб находился на другом берегу Фонтанки. В 1876 году при проведении линии конки по Петергофскому проспекту он был перенесен на существующее место.
В центре площади расположен сквер, обустроенный на средства купца Г. М. Ландрина в 1875 году. В 1881 году сквер получил официальное название Калинкинский.
Площадь спроектирована по плану, разработанному в 1737 году Комиссией о Санкт-Петербургском строении, некогда была самой большой площадью, расположенной у моста через Фонтанку.

## Достопримечательности

### Калинкинский сквер
Коломенский (Калинкинский) сквер площадью 0,37 га, имеет форму треугольника, устроен в 1875 году на частные средства купца Ландрина по проекту городского инженера-архитектора И.А. Мерца и городского садовника А. Визе. В своё время в сквере были установлены 35 чугунных скамеек, выстроена деревянная беседка, высажены многочисленные деревья и кустарники, проложены две, пересекающиеся дорожки. Сейчас он находится в скверном состоянии, если верить городскому фольклору, он и известен как «Плешивый садик».

#### Верстовой столб
Верстовой столб — 26 вёрст от Петергофа. Установлен в конце 1770-х годов по проекту архитектора Ж-Б. Валлен-Деламота, в виде обелиска из мрамора и гранита. На обелиске укреплена мраморная доска с солнечными часами.

### Доходный дом К.И. Григорьева (площадь Репина, дом 3-5)
Доходный дом К.И. Григорьева построен в классическом стиле в 1880 году по проекту инженера П.П. Нарановича. С 1882 по 1895 годы в доме жил и работал Илья Репин, здесь находилась мастерская художника. Для него в 1887 году была надстроена мансарда над мастерской по проекту техника А.И. Рейнбольдт. Здесь Репин создал ряд великих шедевров, среди которых «Крестный ход в Курской губернии», «Иван Грозный и его сын Иван», «Запорожцы пишут письмо турецкому султану», «Арест пропагандиста», «Отказ от исповеди» и другие картины. До революции здесь размещалась Гимназия В.А. Субботиной, после революции — артель «Объединенный Швейник», с 1970-х годов — Октябрьская районная инспекция Госстраха.

### Съезжий дом(площадь Репина, дом 1,набережная реки Фонтанки, дом 201,набережная канала Грибоедова, дом 139)
Съезжий дом 4-й Адмиралтейской (Коломенской) части, трёхэтажное кирпичное здание в стиле раннего флорентийского ренессанса построено из кирпича в 1849-1851 годах по прету архитекторов Р.А. Желязевича, Р.Б. Бернгарда для пожарной и полицейской части. Окна всех этажей, главный вход и воротные проемы трубной — арочного типа. Фасады увенчаны мощным карнизом, декорированным машикулями. По оси главного фасада установлена  кирпичная трёхъярусная пожарная каланча. Сегодня здесь располагаются факультеты Санкт-Петербургского университета МВД России.

### Старо-Калинкин мост
Старо-Калинкин мост через реку Фонтанку, соединяет Коломенский и Безымянный острова, построен в 1786-1788 годах по типовому проекту инженеров И.К. Герарда и П.К. Сухтелена, как трёхпролётный каменный с гранитными башнями и гранитными парапетами на опорах. Ширина моста 30,8 м, длина — 65,6 м.

### Старая проходнаяАдмиралтейского судостроительного завода(Лоцманская улица, дом 5, набережная реки Фонтанки, дом 203)
Старая проходная Адмиралтейского судостроительного завода построена в 1915-1916 годах.

### Дом Е.Н. Киткиной (проспект Римского-Корсакова, дом 109-111)
Дом Е.Н. Киткиной построен в конец XVIII - начало XIX века по проекту не установленного автора.

### Доходный дом (проспект Римского-Корсакова, дом 113)
Доходный дом построен в 1860-е годы по проекту академика архитектора  В.В. Фон Витта.

### Доходный дом И.П. Коноплёва (проспект Римского-Корсакова, дом 115)
Доходный дом И.П. Коноплёва построен в 1912 году по проекту архитектора А.А. Захарова. Сейчас дом расселяется и в дальнейшем будет передан Мариинскому театру для устройства гостиницы для приглашенных артистов.

### Доходный дом В.Г. Жукова (проспект Римского-Корсакова, дом 117, Лоцманская улица, дом 20)
Доходный дом В.Г. Жукова или Доходный дом И.Г. Торкачёва. Трёхэтажный каменный дом построен в 1847 году по проекту архитектора Н.П. Гребёнки для табачного фабриканта, купца 1-й гильдии В.Г. Жукова. Во дворе дома находились торговые бани В.Г. Жукова. В 1896 году владельцем дома и бань стал купец И.Г. Торкачёв. В 1902-1904 годах по проекту гражданского инженера С.П. Гусева лицевой дом был надстроен до 5-ти этажей.

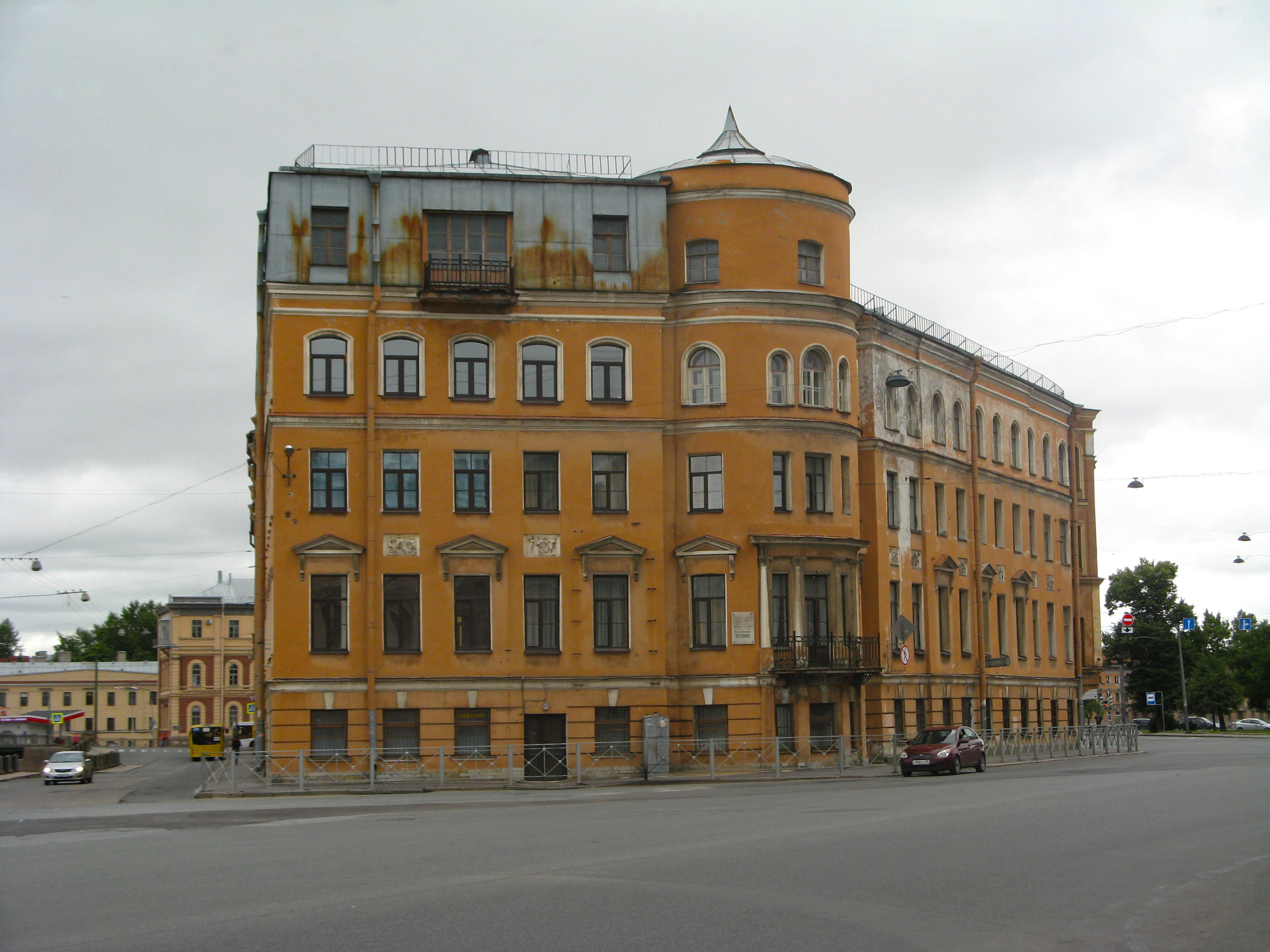
Доходный дом К.И. Григорьева
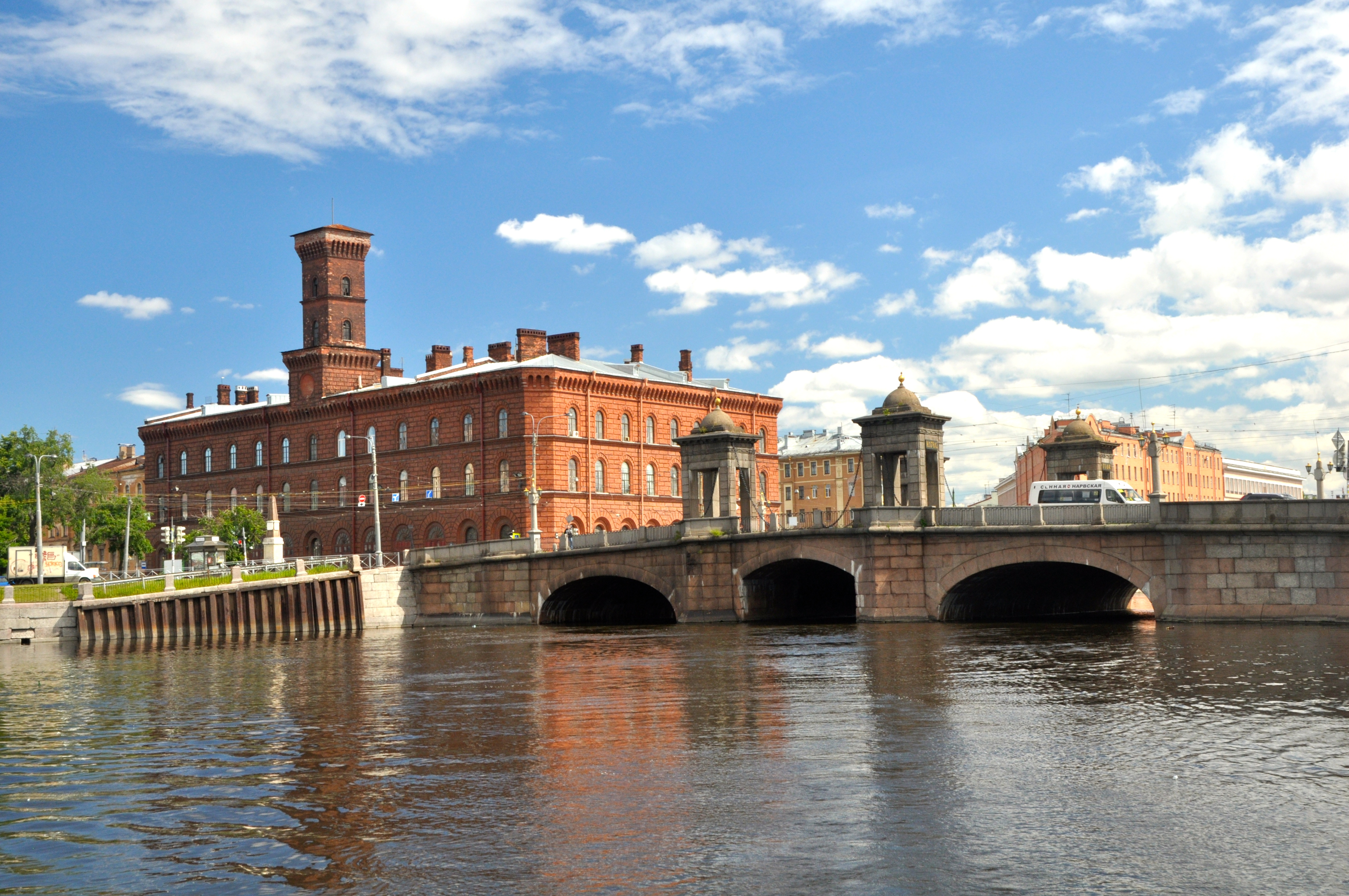
Старо-Калинкин мост и Съезжий дом 4-й Адмиралтейской (Коломенской) части
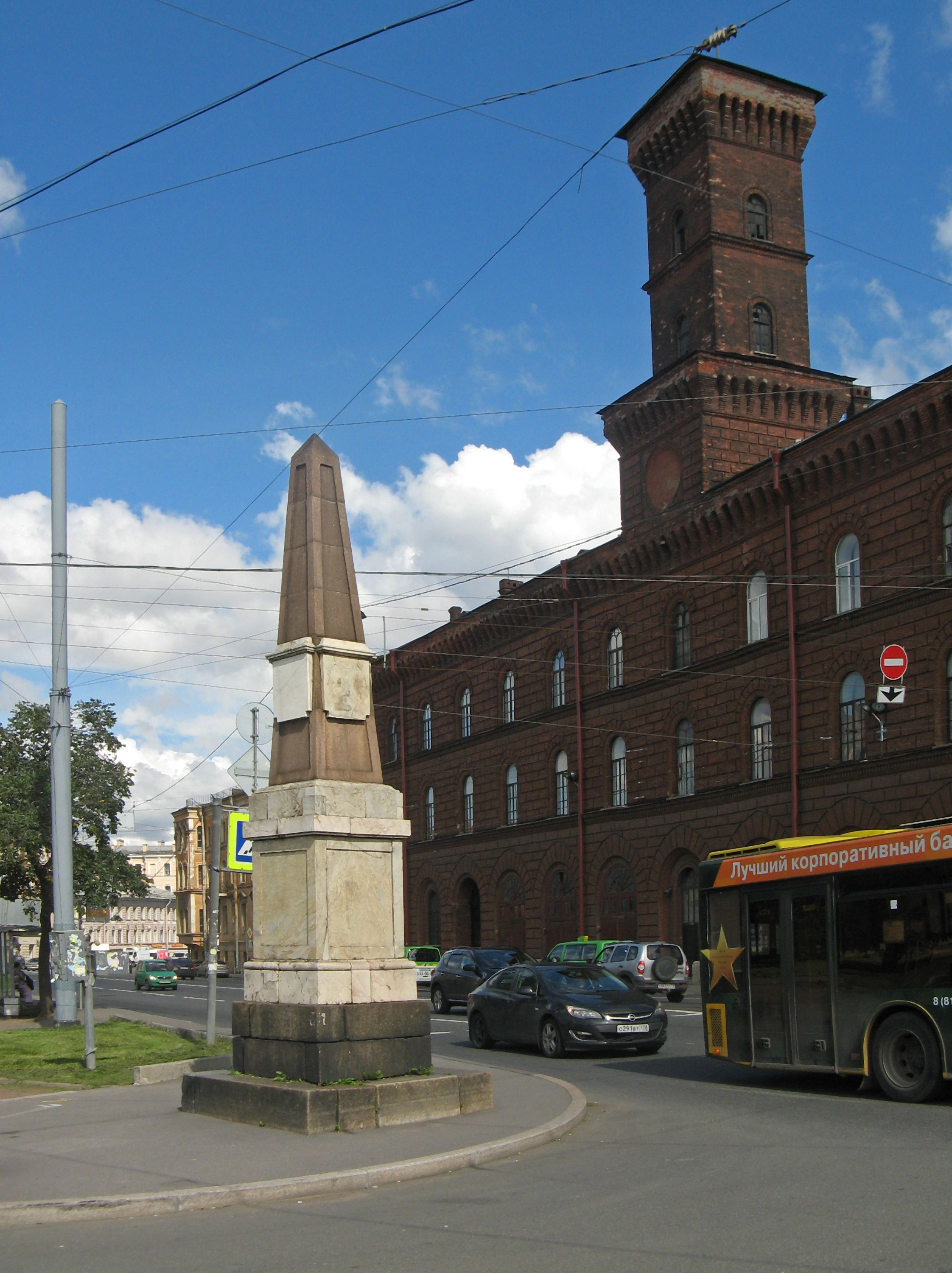
Верстовой столб на площади Репина
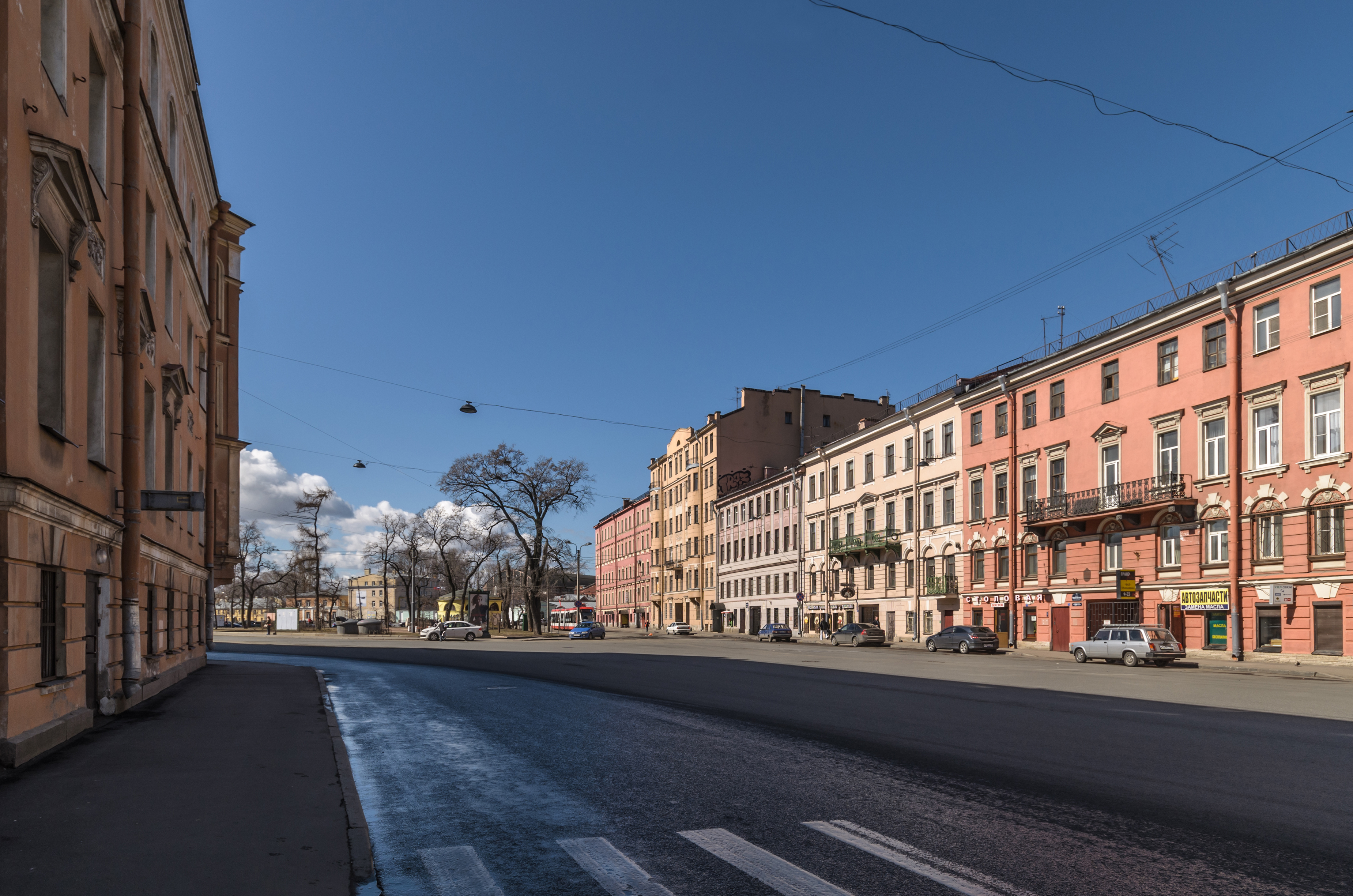
Дома по проспекту Римского-Корсакова

## Транспорт
Ближайшие станции метро к площади Репина:  Балтийская (пешком до площади 1,98 км),  Технологический институт(2,5 км),  Садовая  (2,7 км).
На площади расположена конечная станция и оборотное кольцо трамвая, которая сейчас не задействована.
Через площадь проходят следующие маршруты автобусов: 2, 6, 22, 70, 71, 181